# Општина Гацко
Општина Гацко је општина у Источној Херцеговини, у Републици Српској, БиХ. Површина општине је 736 km².
По посљедњем службеном попису становништва из 1991. године, општина Гацко је имала 10.788 становника, распоређених у 71 насељеном мјесту. Општина Гацко у цјелини је у саставу Републике Српске од њеног настанка 1992. године.
Према подацима Агенције за статистику Босне и Херцеговине на попису становништва 2013. године, у општини је пописано 8.990 лица.

## Насељена мјеста
Подручје општине Гацко чине насељена мјеста: Автовац, Бахори, Башићи, Берушица, Брајићевићи, Браниловићи, Вишњево, Вратковићи, Врба, Гацко, Гарева, Горња Бодежишта, Грачаница, Градина, Данићи, Добрељи, Домрке, Доња Бодежишта, Драмешина, Дражљево, Друговићи, Дубљевићи, Жањевица, Заградци, Зуровићи, Игри, Изгори, Јабука, Јасеник, Југовићи, Казанци, Кључ, Кокорина, Краварево, Кула, Липник, Лончари, Лука, Луковице, Љесков Дуб, Меданићи, Међуљићи, Мекавци, Мелечићи, Михољаче, Мједеник, Мрђеновићи, Муховићи, Надинићи, Нови Дулићи, Платице, Пода, Пржине, Придворица, Равни, Рудо Поље, Самобор, Сливља, Содери, Срђевићи, Стамбелићи, Стари Дулићи, Степен, Столац, Улиње, Фојница, Ходинићи, Церница, Чемерно, Шљивовица, Шиповица, Шуме, Шумићи.

## Становништво
|             | 2013.          | 1991.           | 1981.           | 1971.           |
| Укупно      | 8 990 (100,0%) | 10 788 (100,0%) | 10 279 (100,0%) | 12 033 (100,0%) |
| Срби        | 8 556 (95,17%) | 6 661 (61,74%)  | 6 215 (60,46%)  | 7 634 (63,44%)  |
| Бошњаци     | 369 (4,105%)   | 3 858 (35,76%)1 | 3 424 (33,31%)1 | 4 184 (34,77%)1 |
| Црногорци   | 26 (0,289%)    | –               | 215 (2,092%)    | 142 (1,180%)    |
| Хрвати      | 15 (0,167%)    | 29 (0,269%)     | 21 (0,204%)     | 15 (0,125%)     |
| Остали      | 8 (0,089%)     | 156 (1,446%)    | 22 (0,214%)     | 33 (0,274%)     |
| Непознато   | 6 (0,067%)     | –               | –               | –               |
| Југословени | 3 (0,033%)     | 84 (0,779%)     | 380 (3,697%)    | 20 (0,166%)     |
| Неизјашњени | 3 (0,033%)     | –               | –               | –               |
| Македонци   | 2 (0,022%)     | –               | 1 (0,010%)      | 3 (0,025%)      |
| Словенци    | 1 (0,011%)     | –               | –               | 1 (0,008%)      |
| Муслимани   | 1 (0,011%)     | –               | –               | –               |
| Албанци     | –              | –               | 1 (0,010%)      | 1 (0,008%)      |

1. 1 На пописима од 1971. до 1991. Бошњаци су пописивани углавном као Муслимани.

## Политичко уређење

### Општинска администрација
Начелник општине представља и заступа општину и врши извршну функцију у Гацку. Избор начелника се врши у складу са изборним Законом Републике Српске и изборним Законом БиХ. Општинску администрацију, поред начелника, чини и скупштина општине. Институционални центар општине Гацко је насеље Гацко, гдје су смјештени сви општински органи.
Начелник општине Гацко је Вукота Говедарица испред Српске демократске странке, који је на ту функцију ступио након локалних избора у Босни и Херцеговини 2024. године. Састав скупштине Општине Гацко је приказан у табели.

## Познате личности
- Алекса Буха, српски филозоф, дипломата, политичар, академик и сенатор.
- Алтоман Војиновић, српски војвода и велики жупан.
- Ангелина Јакшић, прва Херцеговка са титулом доктора наука.[10]
- Благоје Аџић, генерал-пуковник Југословенске народне армије и Војске Југославије.
- Богдан Зимоњић, свештеник, херцеговачки устаник и војвода гатачки.
- Васиљ Грђић, српски национални, политички и културни радник.
- Војислав Говедарица, српско-амерички глумац.
- Вукашин Вишњевац, фудбалер.
- Вукота Говедарица, српски политичар и предсједник СДС-а (2016—2019).
- Вуле Авдаловић, српски кошаркаш.
- Гојко Грђић, српски економиста и статистичар.
- Драга Мастиловић, српски хајдучки четовођа.
- Дунђерски породица,
- Ђоко Слијепчевић, српски историчар.
- Јустина Таушан, православна монахиња и игуманија Манастира Ждребаоника.
- Коста Бјелогрлић, учесник Народноослободилачке борбе и народни херој Југославије.
- Милорад М. Поповић, поручник у Краљевој гарди и командант Невесињског корпуса у ЈВуО.
- Немања Супић, фудбалер.
- Перо Слијепчевић, српски књижевни историчар.
- Перо Тунгуз, хајдучки харамбаша и један од вођа у српским устанцима у Херцеговини.
- Радмило Рончевић, српски хирург, универзитетски професор и научни саветник.
- Радојица Перишић, свештеник и четнички командант у Другом свјетском рату.
- Сава Владиславић, српски политичар, саветник руског цара Петра Великог, дипломата у служби Руске Империје, путописац и полиглота.
- Саво Скоко, српски историчар и пуковник ЈНА.
- Сања Старовић, српска одбојкашица.
- Саша Старовић, српски одбојкаш.
- Стојан Ковачевић, српски војвода, устаник и хајдучки харамбаша.
- Тешан Подруговић, српски народни пјевач.

## Градови побратими
Никшић, Црна Гора